# گرابسلبن
گرابسلبن (به آلمانی: Grabsleben) یک منطقهٔ مسکونی در آلمان است که در درای گلایشن واقع شده‌است.
 گرابسلبن  ۱٬۰۶۲ نفر جمعیت دارد.